# Holundersekt
Holundersekt (auch Holunderblütensekt, Hollersekt oder Fliedersekt) ist ein schwach alkoholhaltiges Getränk, ähnlich dem Federweißen. Das Getränk darf unter diesem Namen nicht in den Verkehr gebracht werden, da nach dem Schaumweinsteuergesetz die Bezeichnung Sekt nur weinhaltigen Getränken vorbehalten ist. Es darf nur unter anderen Bezeichnungen wie z. B. Hollerkitzler und Moussade von Holunderblüten verkauft werden.
Holundersekt wird aus den Blüten des Schwarzen Holunders, der in Norddeutschland  auch als Flieder bezeichnet wird, Wasser, Zucker, Zitronenscheiben und Säure (Weinstein- oder Zitronensäure) oder Essig hergestellt und verändert im Verlauf der natürlichen Gärung Geschmack und Charakter. Die Konservierung wird durch den entstehenden Druck gewährleistet. Nach den ersten 2–3 Wochen Reifezeit wird er als frühsommerliche Erfrischung getrunken, die in der Odenwälder Region auch unter dem Namen Hollerwasser bekannt ist. Der Alkoholgehalt ist bedingt durch das kleine Gärvolumen in der Flasche sehr gering.

## Zubereitung

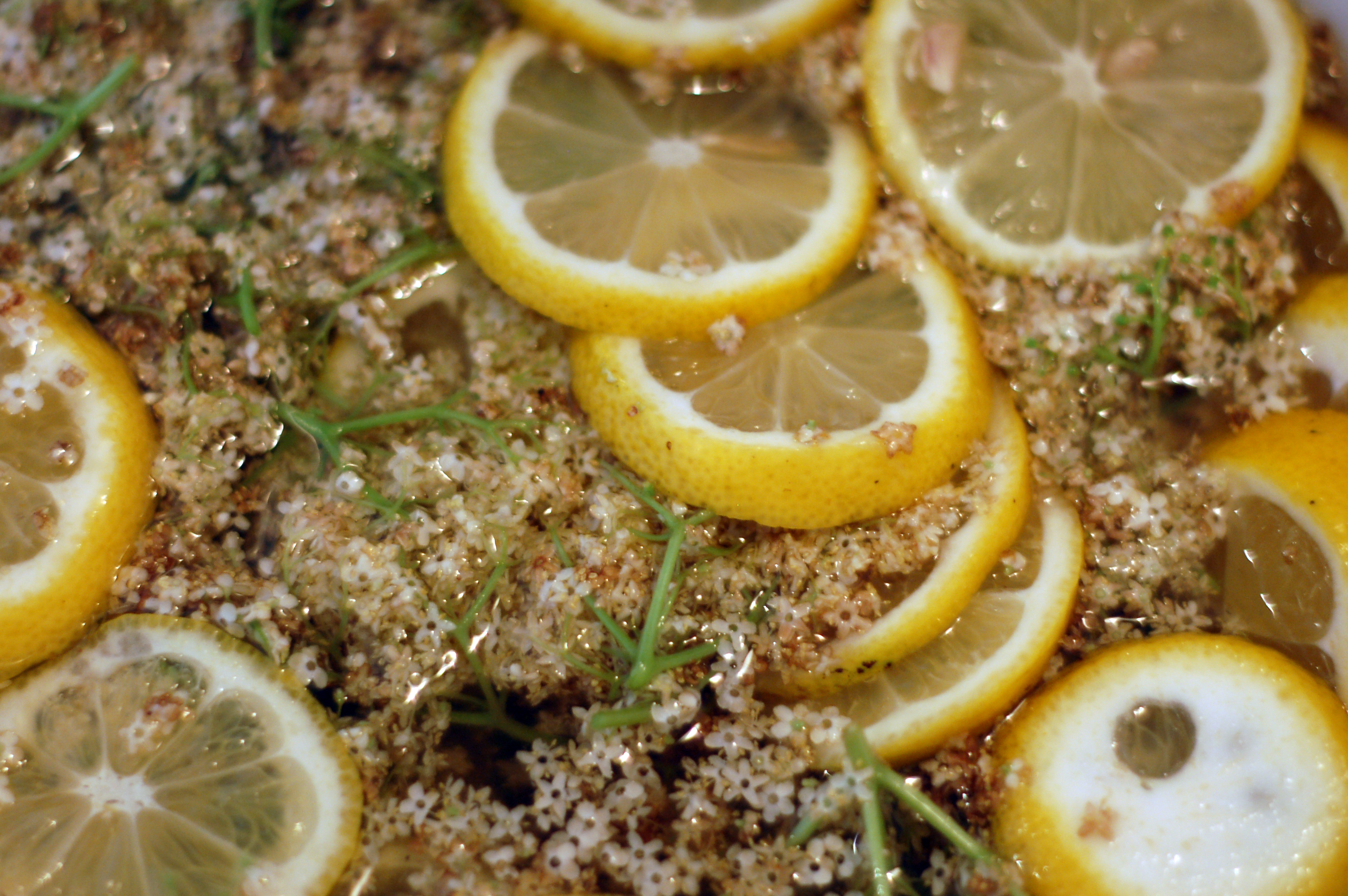
Herstellung von Holundersekt

Man lässt frische Holunderblütendolden zusammen mit Zucker, unbehandelten Zitronenscheiben und Essig, Weinstein- oder Zitronensäurepulver (E330) ca. 24 Stunden in Wasser stehen. Die Säure dient hierbei als gegen Schimmelpilze gerichtete Konservierungsmittel bei der Vergärung. Die auf den Blüten natürlich vorkommenden Hefen verarbeiten den Zucker in sehr geringem Maße zu Alkohol, wodurch die Hefen selbst absterben und Kohlensäure frei wird. Das entstehende Gas sorgt nach einigen Tagen für die prickelnde Wirkung. Im Verlauf dieses Prozesses verliert das Getränk etwas von seiner Süße und ähnelt schließlich Sekt. Es ist in dem Druck standhaltenden stabilen Glasflaschen mehr als ein Jahr haltbar.